# 青春最前線
青春最前線（せいしゅんさいぜんせん）は、1977年4月4日から1978年9月29日まで、ラジオ大阪で放送されていた夜のワイドラジオ番組のシリーズ。
「星空にうたおう 青春最前線」（1977年4月4日 - 1977年9月30日）と「青春最前線 ドキドキラガジン」（1977年10月3日 - 1978年9月29日）の2シリーズから成る。本項ではこの両者について説明。

## 放送時間
星空にうたおう 青春最前線
- 月曜日 - 金曜日　23:45 - 25:00 （1977年4月 - 1977年9月）

青春最前線 ドキドキラガジン
- 月曜日 - 金曜日　23:15 - 25:00 （1977年10月 - 1978年3月）
- 月曜日 - 金曜日　23:00 - 25:00 （1978年4月 - 1978年9月）

## 概要
ラジオ大阪の夜ワイドは、前番組『わっしょいスペシャル・ハイ本番! ○曜バチョン』まで番組の性格はトーク、バラエティ指向が強かったが、当時他局や東京のラジオ局で音楽指向の番組が上向き調子だったことに着目して、主に当時のニューミュージックを選曲に重視した音楽指向の路線の番組『星空にうたおう 青春最前線』としてスタート。「個性豊かな男女の掛け合いの新しいタイプのDJ番組」を本番組スタート当初のセールスポイントとしていた。
半年後の1977年10月からは『青春最前線 ドキドキラガジン』と改題してリニューアル、この時からはタイトルも『ドキドキラガジン』を本番組のメインタイトルとして、当時の新聞ラジオ欄等においてもこれを一番前に押し出して掲載するようになった（例えば、金曜日においては「フライデー・ラガジン」と称するようになった）。リニューアル後は音楽もニューミュージックだけでなく徐々にロック、洋楽など他ジャンルもよく扱うようになっていった。しかし、パーソナリティ陣は半年ごとに大半が入れ替わり、1978年4月の時点では女性中心のパーソナリティになるなど不安定な状態が続いた。

## パーソナリティ

### 1977年4月 - 1977年9月
「星空にうたおう 青春最前線」
- 月曜：ミス花子 （1977年6月まで）→ 桂べかこ （1977年7月から）、紀平真理子[2]
- 火曜：白川和子、中村健治[2]
- 水曜：大場弘一、土谷多恵子[2]
- 木曜：尾崎千秋、片山とも子[2]
- 金曜：スペシャルDJ、福島厚子[2]
  - 白川和子のみ、前番組『わっしょいスペシャル・ハイ本番! ○曜バチョン』から続投。

### 1977年10月 - 1978年3月
これより「青春最前線 ドキドキラガジン」
- 月曜：井上真由美、桂小軽 （1977年12月まで）→ 杉田二郎、福島厚子 （1978年1月から）
- 火曜：小山乃里子、内田修
- 水曜：桂文珍、星浦好子
- 木曜：笑福亭仁鶴、尾田かずみ
- 金曜：
  - スペシャルDJ、福島厚子 （1977年10月 - 1977年11月）
  - 田中正美（ピンキー）、福島厚子 （1977年12月中）
  - 田中正美、キャンディ[注釈 1] （1978年1月 - 1978年3月）

### 1978年4月 - 1978年9月
- 月曜：石川香代子[3]
- 火曜：相沢純子[3]
- 水曜：星浦好子[3]
- 木曜：高木ゆき子[3]
- 金曜：尾田かずみ[3]

## 主なコーナー
ラガジン・スクランブル
- 『ドキドキラガジン』からのコーナー。「若者の愛と性」等々の問題や悩み事を真正面から採り上げていた[3]。

午前0時のラガジンクイズ
- 『ドキドキラガジン』からのコーナー。曲を3曲続けてかけて、それぞれの曲のアーティスト名を当てる音楽クイズ。解答者ははがきで応募した中から抽選で選ばれて電話で出演。賞金は1問正解で1000円、2問正解で2000円、3問全問正解で10000円。全問正解出来なかった場合は最高賞金10000円からの差額（2問のみ正解だった場合は8000円、1問のみ正解だった場合は9000円、全問不正解だった場合は10000円）が次の日へどんどん繰り越された。なお、このクイズの参加に際して事前にキーワードが発表され、これに答えられてから参加資格が得られることになっていた。

ザ・バラエティ （TBSラジオ制作の内包番組）
- 他